# Maestro (Schweizer Rapper)
Maestro (* 1997; bürgerlich Marco Imbimbo), auch bekannt als Don Maestro, ist ein Schweizer Musikkünstler mit italienischen Wurzeln. Er produziert Musik in der Richtung Trap und Rap.

## Leben
Marco Imbimbo wuchs in Kloten als Sohn von Giuseppina Imbimbo auf, die später das 2010 gegründete Restaurant La Bottega da Pina in Kloten führte. Seine Eltern stammen aus Italien. Im Jahr 2020 begann er damit, einen KV-Abschluss nachzuholen und eine Weiterbildung zum Immobilienmakler. Heute arbeitet er als Versicherungsberater.

## Musikalische Karriere
Maestro veröffentlichte seinen ersten Song Allei im Jahr 2018 auf verschiedenen Plattformen. Sein erstes Album, Dr. T, folgte 2019 und erreichte Platz 24 in den offiziellen Schweizer Charts. Danach folgten weitere Songs, die allesamt wieder auf YouTube und Spotify veröffentlicht wurden. Anfang 2021 veröffentlichte Maestro sein zweites Album, Poseidon 2. Dieses erreichte Platz 21 in den offiziellen Schweizer Charts. Im selben Jahr folgte seine EP Naiv, welche im Sommer veröffentlicht wurde, und erreichte den Platz 16 in der Schweizer Hitparade.

## Diskografie

### Alben
| Jahr | Titel       | Höchstplatzierung, Gesamtwochen, AuszeichnungChartsChartplatzierungen (Jahr, Titel, Platzierungen, Wochen, Auszeichnungen, Anmerkungen) | Anmerkungen                              |
| Jahr | Titel       | CH | Anmerkungen                              |
| ---- | ----------- | --- | ---------------------------------------- |
| 2018 | Dr. T       | CH24 (1 Wo.)CH | Erstveröffentlichung: 28. September 2018 |
| 2021 | Poseidon II | CH21 (1 Wo.)CH | Erstveröffentlichung: 22. Januar 2021    |

### EPs
| Jahr | Titel | Höchstplatzierung, Gesamtwochen, AuszeichnungChartsChartplatzierungen (Jahr, Titel, Platzierungen, Wochen, Auszeichnungen, Anmerkungen) | Anmerkungen                         |
| Jahr | Titel | CH | Anmerkungen                         |
| ---- | ----- | --- | ----------------------------------- |
| 2021 | Naiv  | CH16 (1 Wo.)CH | Erstveröffentlichung: 25. Juni 2021 |

### Singles
- 2018: Allei
- 2018: Film Kheit
- 2019: Irgendwenn
- 2019: Moonwalk
- 2019: Aquaplaning
- 2019: Katapult
- 2020: Metzgerei
- 2020: Topseller
- 2020: Mufasa
- 2020: Schrotflinteschüss
- 2020: Immer wenn ich schriebe
- 2020: Strom
- 2020: Boom!
- 2021: Naiv
- 2021: Propaganda
- 2022: Jede Tag
- 2022: Muffi
- 2022: Fairytale
- 2023: Die Andere
- 2023: Hochgfasst

### Gastbeiträge
- 2017: Freispruch (Khadra feat. Maestro)
- 2019: Machers (Nikkel The Wicked feat. Maestro)
- 2020: Besser für dich (OKANN, Stublla feat. Maestro)
- 2020: Minha Mwangurra (Tchilson Jorge feat. Maestro)
- 2023: Wolverine (Rio de Don feat. Maestro)

## Nominierungen
- 2020: Lyrics Awards – Kategorie: «Best Breaking Act»[11]